# Paroaria dominicana
La cardenilla dominica (Paroaria dominicana) es una especie de ave paseriforme de la familia Thraupidae, perteneciente al género Paroaria. Es endémica del noreste árido de Brasil.

## Distribución y hábitat
Es endémico del noreste y este de Brasil, desde Maranhão hacia el sur hasta Minas Gerais.
Esta especie es considerada bastante común en sus hábitats naturales: áreas semiabiertas, matorrales y bosques secos de la caatinga, hasta 1200 m de altitud.

## Sistemática

### Descripción original
La especie P. dominicana fue descrita por primera vez por el naturalista sueco Carlos Linneo en 1758 bajo el nombre científico Loxia dominicana; la localidad tipo dada es: «Brasil».

### Etimología
El nombre genérico femenino «Paroaria» deriva del nombre tupí «Tiéguacú paroára», usado para designar un pequeño pájaro de color amarillo, rojo y gris; baseado en «Paroare» de Buffon (1770–1783); y el nombre de la especie «dominicana», hace alusión a los hábitos negros y blancos de los monjes dominicos.

### Taxonomía
Es monotípica. La especie descrita Paroaria humberti, a partir de un ejemplar cautivo, puede ser simplemente un individuo melánico de la presente y es considerado inválida.